# Aeropuerto Comandante Espora
Aeropuerto Comandante Espora är en flygplats i Argentina.   Den ligger 10 km öster om staden Bahía Blanca i provinsen Buenos Aires, i den centrala delen av landet, 600 kilometer sydväst om huvudstaden Buenos Aires. Aeropuerto Comandante Espora ligger 74 meter över havet.
Flygplatsen delar området med flygbasen Base Aeronaval Comandante Espora.
Terrängen runt Aeropuerto Comandante Espora är platt. Runt Aeropuerto Comandante Espora är det ganska tätbefolkat, med 120 invånare per kvadratkilometer.. 
Runt Aeropuerto Comandante Espora är det i huvudsak tätbebyggt.